# Brachinus perplexus
Brachinus perplexus är en skalbaggsart som beskrevs av Pierre François Marie Auguste Dejean. Brachinus perplexus ingår i släktet Brachinus och familjen jordlöpare. Inga underarter finns listade i Catalogue of Life.